# Zielonka (powiat rycki)
Zielonka – wieś w Polsce położona w województwie lubelskim, w powiecie ryckim, w gminie Stężyca.
W latach 1975–1998 miejscowość należała administracyjnie do województwa lubelskiego.
Wieś jest sołectwem w gminie Stężyca. Według Narodowego Spisu Powszechnego z roku 2011 wieś liczyła 122 mieszkańców.
Wierni Kościoła rzymskokatolickiego należą do parafii św. Sebastiana w Brzezinach.

## Historia
Zielonka alias „Zielenicz”, w wieku XIX folwark w powiecie garwolińskim, gminie Trojanów, parafii Korytnica, odległy 28 wiorst od Garwolina. W r. 1877 folwark „Zielenicz” oddzielony od dóbr Życzyn [...].